# Dziewczyna pop
Dziewczyna pop (zapis stylizowany: DZIEWCZYNA POP) – czwarty album studyjny polskiej piosenkarki Darii Zawiałow. Wydawnictwo ukazało się 20 października 2023 nakładem wytwórni muzycznej Sony Music Entertainment Poland.
Album jest utrzymany w stylu muzyki pop-rock i składa się z wersji standardowej (1 CD) z trzema edycjami, na której znajdują się trzy rozdziały: „Rozdział 92’”, „Rozdział Pete Stop” oraz „Rozdział Backdoor”.
Płyta zadebiutowała na 2. miejscu polskiej listy sprzedaży – OLiS. Wydawnictwo uzyskało certyfikat trzykrotnie platynowej płyty, przekraczając liczbę 90 tysięcy sprzedanych kopii.
Nagrania były promowane singlami: „Fifi Hollywood”, „Z Tobą na chacie”, „Supro”, „Złamane serce jest ok”, „Dziewczyna pop”, „Ballada o niej”, „Dziwna” i „Tom Yum”.

## Lista utworów
Opracowano na podstawie materiału źródłowego.
| Dziewczyna pop – Wersja standardowa | Dziewczyna pop – Wersja standardowa | Dziewczyna pop – Wersja standardowa | Dziewczyna pop – Wersja standardowa                | Dziewczyna pop – Wersja standardowa |
| Nr                                  | Tytuł utworu                        | Słowa                               | Muzyka                                             | Długość                             |
| ----------------------------------- | ----------------------------------- | ----------------------------------- | -------------------------------------------------- | ----------------------------------- |
| 1.                                  | „Dziewczyna pop”                    | Daria Zawiałow                      | Daria Zawiałow, Bartosz Dziedzic                   | 3:10                                |
| 2.                                  | „Złamane serce jest ok”             | Daria Zawiałow                      | Daria Zawiałow, Bartosz Dziedzic                   | 3:15                                |
| 3.                                  | „Fifi Hollywood”                    | Daria Zawiałow                      | Daria Zawiałow, Bartosz Dziedzic                   | 3:02                                |
| 4.                                  | „Ballada o niej”                    | Daria Zawiałow                      | Daria Zawiałow, Bartosz Dziedzic                   | 4:22                                |
| 5.                                  | „Ballada punk (jak świry)”          | Daria Zawiałow                      | Daria Zawiałow, Bartosz Dziedzic                   | 2:57                                |
| 6.                                  | „Z Tobą na chacie”                  | Daria Zawiałow                      | Daria Zawiałow, Bartosz Dziedzic                   | 3:04                                |
| 7.                                  | „Dziwna”                            | Daria Zawiałow                      | Daria Zawiałow, Bartosz Dziedzic                   | 3:04                                |
| 8.                                  | „Intro on”                          | Daria Zawiałow                      | Daria Zawiałow, Bartosz Dziedzic                   | 3:41                                |
| 9.                                  | „Supro” (gościnnie: Taco Hemingway) | Daria Zawiałow, Filip Szcześniak    | Daria Zawiałow, Filip Szcześniak, Bartosz Dziedzic | 3:35                                |
| 10.                                 | „Bambi sarenka”                     | Daria Zawiałow                      | Daria Zawiałow, Bartosz Dziedzic                   | 3:16                                |
| 11.                                 | „Ballada znad rzeki”                | Daria Zawiałow                      | Daria Zawiałow, Bartosz Dziedzic                   | 3:45                                |
| 12.                                 | „Tom Yum”                           | Daria Zawiałow                      | Daria Zawiałow, Bartosz Dziedzic                   | 3:15                                |
|                                     |                                     |                                     |                                                    | 40:26                               |

Uwagi:
- Piosenki 1–4 należą do: „Rozdział 92’”, 5–8: „Rozdział Pete Stop”, a 9–12: „Rozdział Backdoor”.

## Promocja

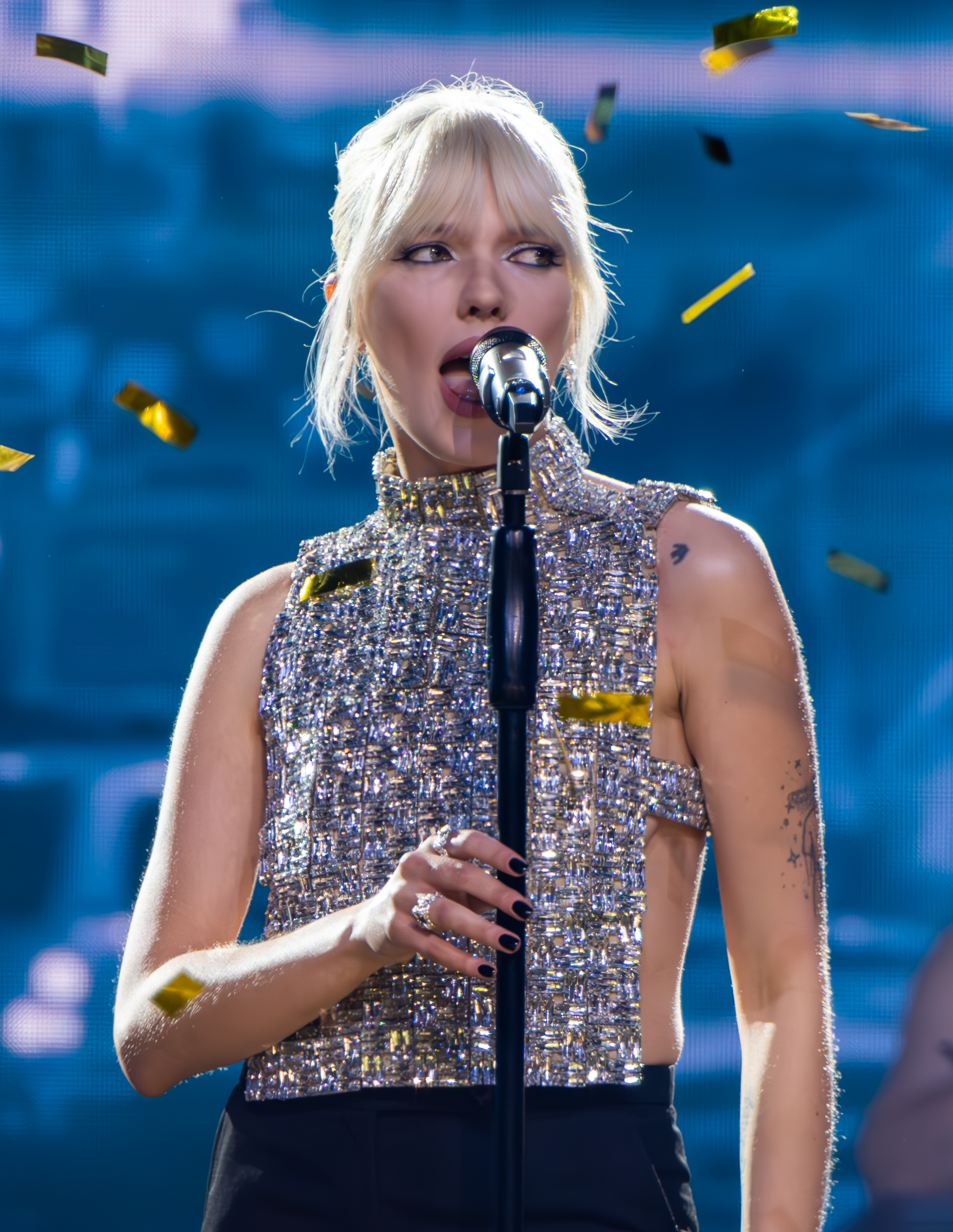
Daria Zawiałow podczas wykonania „Złamane serce jest ok” na gali Fryderyków 2024

3 czerwca 2023 Zawiałow wykonała po raz pierwszy na żywo utwory „Złamane serce jest ok”, „Fifi Hollywood” i przedpremierowo „Bambi sarenkę” podczas koncertu na Orange Warsaw Festivalu w Warszawie. Latem 2023 prezentowała piosenki z albumu podczas koncertów na festiwalach: Open’er Festivalu w Gdyni (30 czerwca), Męskie Granie 2023 (8 lipca w Warszawie, 12 sierpnia we Wrocławiu i 26 sierpnia w Żywcu), Letnie Brzmienia w Łodzi (4 sierpnia) i Great September w Łodzi (15 września).
17 października 2023 został wyemitowany odcinek talk-show Kuba Wojewódzki stacji telewizyjnej TVN, w którym piosenkarka udzieliła wywiadu i wykonała utwór „Supro”. 19 października na Mokotowie odbyła się zorganizowana we współpracy ze Spotify impreza z okazji wydania albumu, połączona z akustycznym występem artystki.
13 lutego 2024 wykonała „Z Tobą na chacie” i „Fifi Hollywood” podczas gali wręczenia Bestsellerów Empiku 2023, emitowanej przez TVN. 22 marca 2024 zaśpiewała „Złamane serce jest ok” podczas ceremonii Fryderyków 2024, emitowanej przez TVN.

### Trasa 92’
W maju 2023 Zawiałow ogłosiła Trasę 92’ – trasę koncertową promującą Dziewczynę pop, obejmującą 6 koncertów w halach sportowo-widowiskowych w 5 polskich miastach. 11 kwietnia 2023 zapowiedziała siódmy koncert, w Łodzi.
| Data             | Miejscowość | Obiekt              | Goście specjalni                       | Źródło |
| ---------------- | ----------- | ------------------- | -------------------------------------- | ------ |
| 2 grudnia 2023   | Warszawa    | Hala Torwar         | Dawid Podsiadło, Mela Koteluk          | [ 31 ] |
| 16 lutego 2024   | Gdańsk      | Ergo Arena          | Kaśka Sochacka, Kukon, Sokół           | [ 31 ] |
| 24 lutego 2024   | Wrocław     | Hala Stulecia       | Mrozu, Mery Spolsky, Kacperczyk        | [ 32 ] |
| 9 marca 2024     | Kraków      | Tauron Arena Kraków | Artur Rojek, Błażej Król, Igo          | [ 33 ] |
| 14 marca 2024    | Poznań      | MTP – Pawilon 3A    | Mery Spolsky, Ignacy, Natalia Szroeder |        |
| 13 kwietnia 2024 | Łódź        | Atlas Arena         | Ignacy, Dawid Podsiadło, Vito Bambino  |        |
| 28 kwietnia 2024 | Warszawa    | Hala Torwar         | Mrozu, Kacperczyk, Taco Hemingway      | [ 34 ] |

### Trasa Pete Stop
26 kwietnia 2024 Zawiałow ogłosiła drugą trasę koncertową promującą album, Pete Stop. Zaplanowane jest na nią siedem koncertów w polskich halach sportowo-widowiskowych.
| Data                 | Miejscowość         | Obiekt           |
| -------------------- | ------------------- | ---------------- |
| 20 października 2024 | Rzeszów             | G2A Arena        |
| 9 listopada 2024     | Lublin              | Hala Globus      |
| 17 listopada 2024    | Olsztyn             | Hala Urania      |
| 24 listopada 2024    | Poznań              | Sala Ziemi       |
| 7 grudnia 2024       | Warszawa            | Hala Torwar      |
| 13 grudnia 2024      | Ostrów Wielkopolski | 3mk Arena Ostrów |
| 18 grudnia 2024      | Katowice            | Spodek           |

## Pozycje na listach sprzedaży
| Kraj   | Lista (2023)             | Najwyższa pozycja |
| ------ | ------------------------ | ----------------- |
| Polska | OLiS – albumy            | 2                 |
| Polska | OLiS – albumy fizycznie  | 2                 |
| Polska | OLiS – albumy w streamie | 1                 |
| Polska | OLiS – albumy – winyle   | 3                 |

| Kraj   | Lista (2023)             | Pozycja |
| ------ | ------------------------ | ------- |
| Polska | OLiS – albumy            | 24      |
| Polska | OLiS – albumy fizycznie  | 23      |
| Polska | OLiS – albumy w streamie | 81      |
| Polska | OLiS – albumy – winyle   | 13      |
| Polska | Lista (2024)             | Pozycja |
| Polska | OLiS – albumy            | 9       |
| Polska | OLiS – albumy fizycznie  | 18      |
| Polska | OLiS – albumy w streamie | 7       |
| Polska | OLiS – albumy – winyle   | 26      |

## Certyfikaty

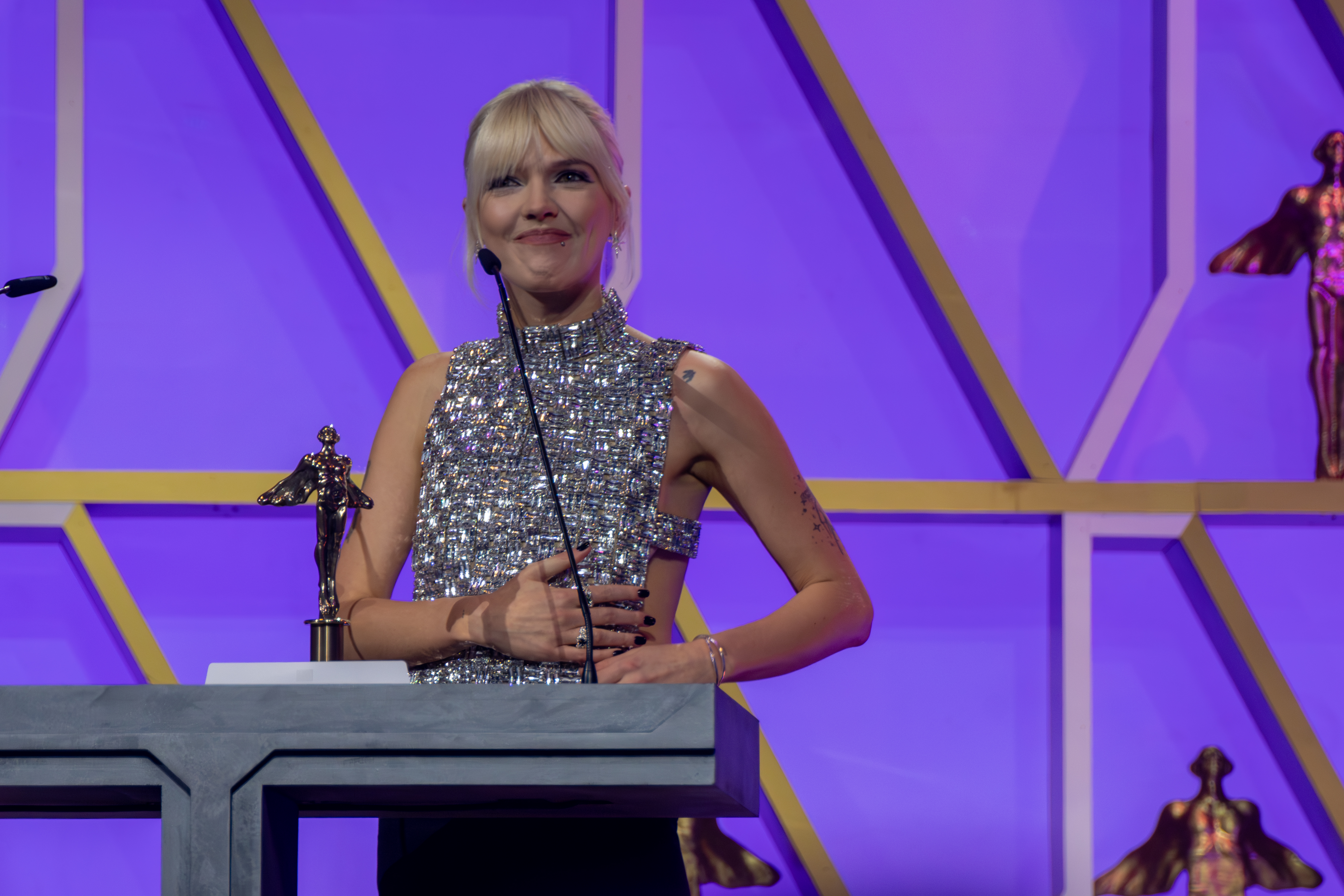
Daria Zawiałow podczas gali Fryderyków 2024, odbierając za album nagrodę

| Kraj          | Certyfikat         | Sprzedaż |
| ------------- | ------------------ | -------- |
| Polska (ZPAV) | 3× platynowa płyta | 90 000+  |

## Wyróżnienia
| Rok  | Konkurs                 | Kategoria      | Rezultat  |
| ---- | ----------------------- | -------------- | --------- |
| 2024 | Bestsellery Empiku 2023 | Muzyka pop     | Nominacja |
| 2024 | Fryderyki 2024          | Album roku pop | Wygrana   |